# Greta Gerwig
Greta Celeste Gerwig (født 4. august 1983) er en amerikansk instruktør og skuespillerinde.
Hun skrev og solo-instruerede sin første spillefilm Lady Bird, som udkom i 2017. For Lady Bird blev hun nomineret i kategorierne: Bedste film, Bedste originale manuskript og Bedste instruktør til Oscaruddelingen i 2018. Filmen udkom i 2018 i Danmark.
Hendes andet projekt som solo-instruktør var spillefilmen Little Women (2019), som er en filmatisering af Louisa May Alcotts roman af samme navn (Pigebørn på dansk) fra 1868, grundet Covid-19 blev filmens premiere i Danmark udsat fra 26. marts 2020 til 4. juni 2020.
Gerwig instruerede komedie- fantasyfilmen Barbie, som blev filmet i 2022 og udkom den 21. juli 2023. Hun blev den første kvindelige instruktør af en film, der indtjente over 1 milliard dollar, da Barbie-filmen gjorde netop dette den 6. august 2023. I filmen medspiller bl.a. Margot Robbie som Barbie og Ryan Gosling som Ken.

## Biografi og liv
Greta Gerwig er født op opvokset i byen Sacramento i staten Californien. Hun har en bror og en søster. Gerwig har siden 2011 dannet par med den amerikanske filminstruktør Noah Baumbach, og parret fik i marts 2019 en søn.

## Filmografi

### Film
Som instruktør
| 2008 | Nights and Weekends | Instrueret med Joe Swanberg |
| 2017 | Lady Bird           |                             |
| 2018 | Little Women        |                             |
| 2023 | Barbie              |                             |

Som skuespiller
| År   | Titel                                                   | Rolle                  | Noter |
| ---- | ------------------------------------------------------- | ---------------------- | ----- |
| 2006 | LOL                                                     | Greta                  |       |
| 2007 | Hannah Takes the Stairs                                 | Hannah                 |       |
| 2008 | Baghead                                                 | Michelle               |       |
| 2008 | Yeast                                                   | Gen                    |       |
| 2008 | Nights and Weekends                                     | Mattie                 |       |
| 2008 | Quick Feet, Soft Hands                                  | Lisa                   |       |
| 2008 | I Thought You Finally Completely Lost It                | Greta                  |       |
| 2009 | You Wont Miss Me                                        | Bridget                |       |
| 2009 | The House of the Devil                                  | Megan                  |       |
| 2010 | Greenberg                                               | Florence Marr          |       |
| 2010 | Art House                                               | Nora Ohr               |       |
| 2010 | Northern Comfort                                        | Cassandra              |       |
| 2010 | The Dish & the Spoon                                    | Rose                   |       |
| 2011 | Venskab med fryns (original titel: No Strings Attached) | Patrice                |       |
| 2011 | Damsels in Distress                                     | Violet Wister          |       |
| 2011 | Arthur                                                  | Naomi Quinn            |       |
| 2012 | Lola Versus                                             | Lola                   |       |
| 2012 | To Rome with Love                                       | Sally                  |       |
| 2012 | Frances Ha                                              | Frances Halladay       |       |
| 2014 | Eden                                                    | Julia                  |       |
| 2014 | The Humbling                                            | Pegeen Mike Stapleford |       |
| 2015 | Mistress America                                        | Brooke Cardinas        |       |
| 2015 | Maggie's Plan                                           | Maggie Hardin          |       |
| 2016 | Wiener-Dog                                              | Dawn Wiener            |       |
| 2016 | Jackie                                                  | Nancy Tuckerman        |       |
| 2016 | Alletiders Kvinder (original titel: 20th Century Women) | Abigail Porter         |       |
| 2017 | The Meyerowitz Stories                                  | Victoria (stemme)      |       |
| 2018 | Isle of Dogs                                            | Tracy Walker (sttemme) |       |